# 성덕면
성덕면(聖德面)은 대한민국의 전북특별자치도 김제시에 설치된 면이다.

## 개요
성덕면은 서남쪽으로는 서해를 끼고 있고 북쪽으로는 능제를 접하고 있는 산수를 겸비한 전형적인 수도작 중심의 고장이라 할 수 있다.

## 행정 구역
- 남포리
- 대목리
- 대석리
- 묘라리
- 석동리
- 성덕리

## 특산품
감자, 방울토마토, 딸기가 있으며 카네이션을 재배하는 화훼단지가 있다.

## 교육
- 성덕초등학교 (석동리)
  - 남포분교 (폐교) - 성덕면 남포3길 58 (남포리)
- 성동초등학교 (폐교) - 성덕면 성동길 183-4 (묘라리 / 現 지평선중학교)
- 남곡중학교 (폐교) - 성덕면 지평선로 66 (남포리)